# Karl von Brug

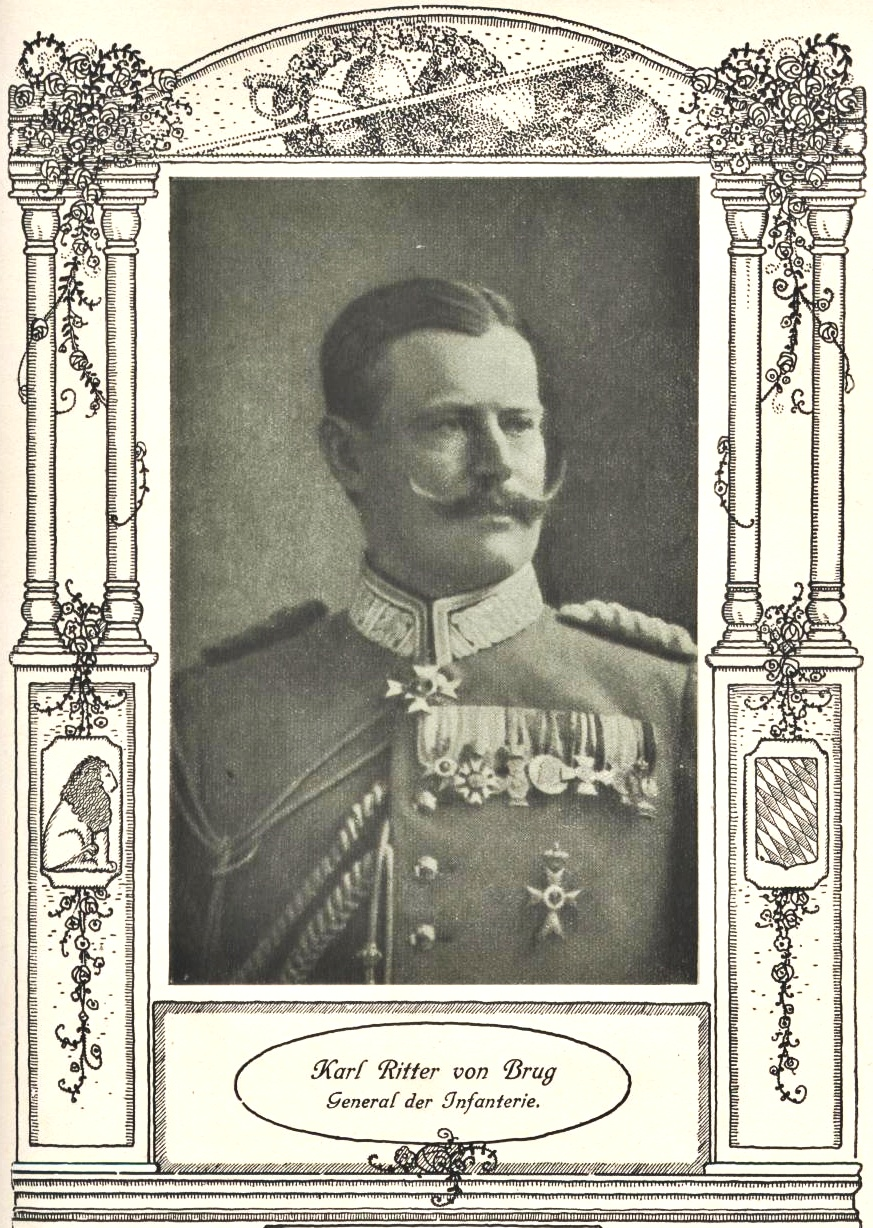
Karl von Brug (1912)

Karl Ignaz Maria Brug, seit 1904 Ritter von Brug, (* 15. Juni 1855 in Dirlewang; † 25. April 1923 in Garmisch) war ein bayerischer General der Infanterie und Begründer der Luftfahrt in Bayern.

## Leben

### Familie
Brug wurde als Sohn des Bezirksarztes Carl Brug und der Josepha Kleinheinz geboren. Er heiratete 1888 Maria Kübler, mit der Brug drei Kinder hatte.

### Militärkarriere

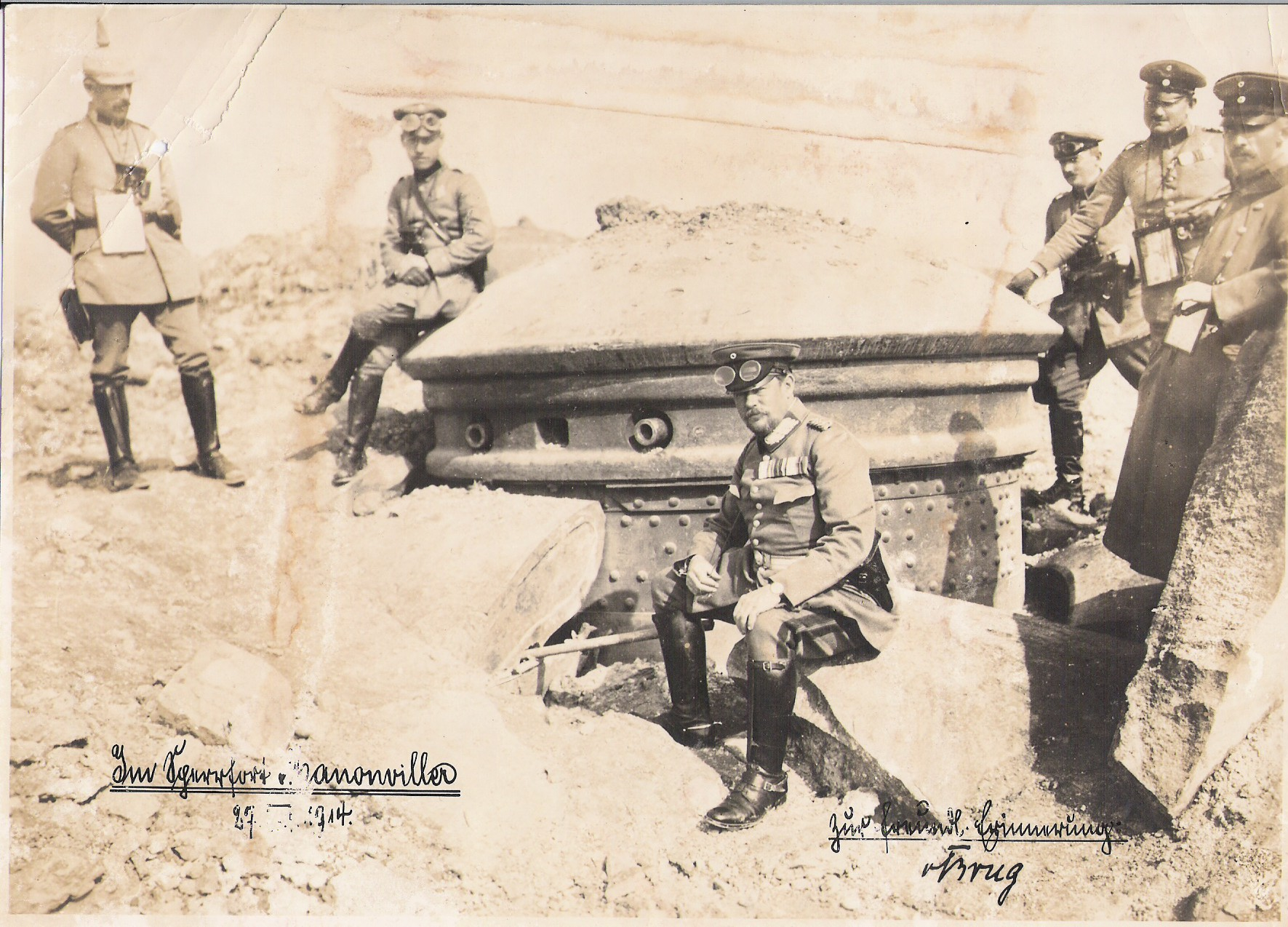
Brug 1914 vor einem Panzerturm in Manoviller

Er besuchte das Realgymnasium Augsburg und studierte Bauingenieurwesen an der Polytechnischen Schule München. Brug leistete 1873 seinen Einjährigen-Dienst im 1. Infanterie-Regiment „König“ der Bayerischen Armee in München ab und als Unteroffizier zur Reserve entlassen. 1878 wieder angestellt, wurde er als Sekondeleutnant in das Ingenieurkorps übernommen und bei der Festungs-Ingenieur-Direktion verwendet. Von 1881 bis 1884 absolvierte Brug die Kriegsakademie, die ihm die Qualifikation für den Generalstab, die Höhere Adjutantur und das Lehrfach aussprach. Im weiteren Verlauf seiner Militärkarriere wurde er 1890 zum Leiter der 1887 aufgestellten Kraftfahrer- und Luftschiffer-Abteilung ernannt, 1902 Chef des Generalstabs des I. Armee-Korps.

Durch die Verleihung des Verdienstordens der Bayerischen Krone und der damit verbundenen Erhebung in den persönlichen Adelsstand durfte er sich nach der Eintragung in die Ritterklasse der Adelsmatrikel ab 1904 „Ritter von Brug“ nennen.

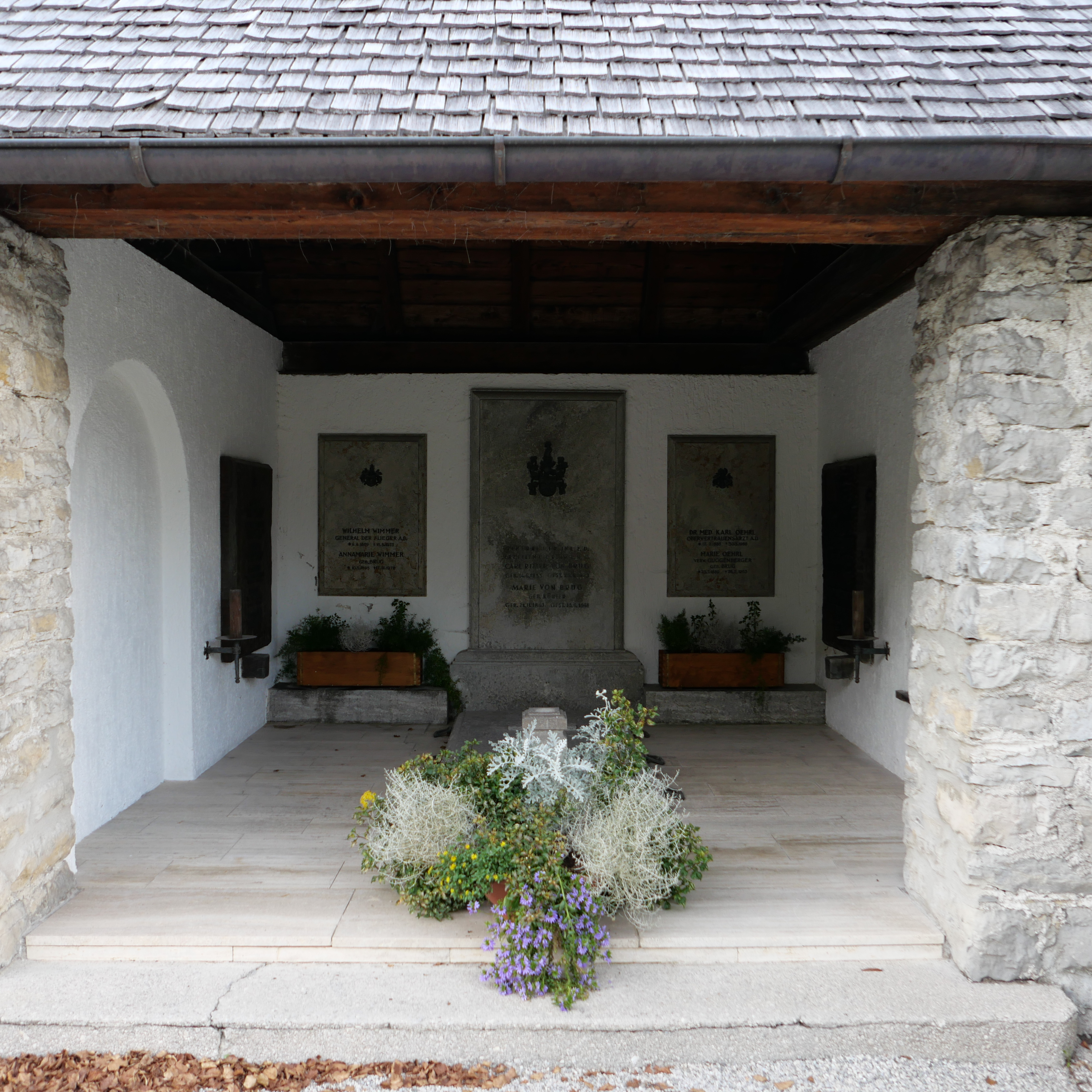
Die Familiengruft im Jahr 2024.

Als Oberst kommandierte Brug vom 17. Oktober 1905 bis 11. September 1906 das Infanterie-Leib-Regiment und übernahm anschließend mit der Beförderung zum Generalmajor die 1. Infanterie-Brigade. Im März 1909 folgte seine Ernennung zum Chef des Ingenieur-Korps und Inspekteur der Festungen sowie im Jahr darauf seine Beförderung zum Generalleutnant. Im Jahre 1912 wurde durch Brug in München-Oberwiesenfeld unter dem „Rittmeister der Lüfte“ Luitpold Graf Wolffskeel von Reichenberg zu Uettingen das erste Fliegerkorps-Kommando gebildet.
Während des Ersten Weltkriegs fungierte Brug als General der Pioniere beim Armeeoberkommando 6 und 1916, bis er im selben Jahr zur Disposition gestellt wurde, als stellvertretender Chef des Ingenieur-Korps.
Die Technische Hochschule München verlieh Brug 1918 die Ehrendoktorwürde.
Brug ist auf dem Friedhof Garmisch begraben. Seine Frau Maria (1863–1941) wurde im gleichen Grab bestattet. In der Familiengruft haben außerdem Wilhelm Wimmer (1889–1973), General der Flieger während der nationalsozialistischen Terrorherrschaft, und seine Frau Annamarie, geb. Brug (1895–1978) sowie Karl Oehrl (1886–1966), Obervertrauensarzt, und seine Frau Marie (1889–1963), geb. Brug, verwitwete Guggenberger, ihre letzte Ruhestätte gefunden.